# Demetrio (Mayr)
Demetrio ist eine Opera seria (Originalbezeichnung: „Dramma per musica“) in zwei Akten des deutschen Komponisten Johann Simon Mayr. Sie wurde am 27. Dezember 1823 im Teatro Regio in Turin uraufgeführt. Es ist Mayrs letzte Oper. Das Libretto-Vorlage stammt vom kaiserlichen Hofpoeten Pietro Metastasio. Die Bearbeitung und Aufteilung in zwei Akte erfolgte vermutlich von Lodovico Piossasco Feys.

## Aufführungsgeschichte
Die Besetzung der Uraufführung von 1823 ist im Textbuch abgedruckt. Es sangen Adelaide Tosi (Cleonice), Isabella Fabbrica (Alceste), Pietro Fontana (Fenicio), Eliodoro Bianchi (Olinto), Marietta Sacchi (Barsene) und Lorenzo Biondi (Mitrane). Die Gesamtleitung hatte Giovanni Battista Polledro.
In neuerer Zeit wurde die Oper 2011 am Festival Stand de Moutier im Berner Jura wieder aufgeführt. Es sangen Bénédicte Tauran (Cleonice), Amaya Dominguez (Alceste), Piotr Friebe (Olinto), Lisandro Abadie (Fenicio), Elizabeth Bailey (Barsene) und Matteo Mezzaro (Mitrane) sowie der Opernchor des Teatr Wielki.
Es spielte das Orchestre Symphonique du Jura der Opera Obliqua Stand de Moutier. Die musikalische Leitung hatte Facundo Agudin. Ein Mitschnitt ist bei OehmsClassics auf CD erschienen. Eine Neuinszenierung der Staatsoper Posen unter demselben Dirigenten folgte 2012 in Posen und konzertant in Ingolstadt.